# Église du Sacré-Cœur-de-Jésus-Agonisant de Vitinia
 (mai 2025).
Si vous disposez d'ouvrages ou d'articles de référence ou si vous connaissez des sites web de qualité traitant du thème abordé ici, merci de compléter l'article en donnant les références utiles à sa vérifiabilité et en les liant à la section « Notes et références ».
L'église du Sacré-Cœur-de-Jésus-Agonisant (italien : chiesa del Sacro Cuore di Gesù agonizzante ; latin : Sacratissimi Cordis Iesu in agoniam facti) est une église catholique titulaire située Via Sant'Arcangelo di Romagna 70 à Vitinia, un hameau dans la banlieue sud-ouest de Rome, le premier sur la Via del Mare après la Circonvallazione Meridionale.

## Histoire
Conçue par l'architecte Ildo Avetta, cette église dédiée au Sacré-Cœur de Jésus en agonie est une église titulaire catholique romaine à Rome. Elle a été construite au XXe siècle et établie comme église paroissiale le 3 avril 1955 par le cardinal-vicaire Clemente Micara avec le décret Neminem latet. 
C'est également le siège du titre cardinalice de Sacro Cuore di Gesù agonizzante a Vitinia, institué par le pape Paul VI le 29 avril 1969.

## Description
L'église a été conçue par Ildo Avetta et inaugurée en 1955. Elle se caractérise par l'utilisation audacieuse du béton armé apparent. Le plan d'étage est essentiellement rectangulaire avec une abside légèrement incurvée, mais la forme du bâtiment est complexe. L'église présente deux niveaux indépendants, une salle supérieure plus élancée et une salle inférieure plutôt basse, reliées par l'entrée sur la façade. Celle-ci est dominée par une parabole blanche, décorée de quatre rangées de fenêtres de forme inhabituelle ressemblant à des peaux d'animaux tendues disposées verticalement (les quatre courbes composant chaque forme sont également paraboliques). Ces fenêtres augmentent en taille globale et en longueur proportionnelle de la rangée supérieure vers la rangée inférieure, et les rangées sont au nombre de deux, trois, quatre et cinq. La parabole est délimitée par deux murs de briques roses qui s'inclinent vers l'arrière depuis les deux coins de la façade globale, créant des vides de chaque côté de la parabole. La façade possède également un auvent flottant de chaque côté de son sommet couvrant ces vides.
Il s'agit d'un bâtiment concave, avec un haut mur en béton armé, perforé de motifs stylisés, qui révèle le système structurel parabolique. Les murs latéraux sont fortement en zigzag, avec six projections triangulaires allant du sol au toit de chaque côté dans la même brique rose, avec de petites fenêtres carrées insérées dans le mur qui est vierge par ailleurs. Cela constitue un ensemble en forme de parallélogramme sur chacune des vingt-quatre faces globales de cet arrangement. Le toit présente une légère courbe descendante de chaque côté de l'axe majeur, sur ces projections. La nef est façonnée en conséquence comme une rangée de six losanges et demi (la moitié est la verrière au-dessus de la parabole d'entrée). À l'extrémité de l'autel, le toit forme un hexagone irrégulier étiré transversalement. L'angle de cet hexagone derrière l'autel est atténué par la courbe de l'abside. Les murs ici sont tous en briques blanches, mais le toit forme trois paraboles peu profondes, une grande au-dessus de l'abside et deux plus petites sur les faces latérales les plus courtes de l'hexagone. Ces trois vides sont comblés par des vitraux.
L'accès au niveau supérieur se fait par une rampe circulaire, qui rappelle iconographiquement la couronne d'épines, et avec elle la dédicace de l'église.
À l'intérieur, l'église supérieure présente des volumes clairement divisés en sept travées par des arcs paraboliques. La lumière provient de petites ouvertures en briques de verre sur les murs segmentés définis par les arches. L'abside est dépourvue de motifs décoratifs, à l'exception du groupe sculptural de la Vierge priant contre un mur brut.
L'église inférieure est moins profonde que la façade, atteignant jusqu'à la cinquième travée du bâtiment supérieur, de sorte que l'édifice dans son ensemble s'adapte à la pente naturelle du terrain. Le presbytère est surmonté d'un singulier oculus elliptique qui relie l'église à la salle supérieure.
L'église dispose d'un clocher indépendant à droite de l'extrémité de l'autel. Il s'agit d'une tour octogonale en briques, avec de petites fenêtres carrées insérées dans une rangée verticale sur chaque face. La chambre des cloches est en béton, formée de huit arcs paraboliques.

## Cardinaux prêtres
- Julio Rosales y Ras (30 avril 1969 – 2 juin 1983)
- Mario Luigi Ciappi (22 juin 1987 – 23 avril 1996)
- Telesphore Placidus Toppo (21 octobre 2003 – 4 octobre 2023)
- Jean-Paul Vesco (7 décembre 2024 –)